# Synchiropus zamboangana
Synchiropus zamboangana es una especie de pez de la familia Callionymidae, dentro del orden Perciformes. Es un pez marino que habita en aguas tropicales, principalmente en fondos arenosos y zonas de arrecifes coralinos de las Filipinas. De comportamiento demersal, suele vivir cerca del fondo marino. No representa ningún peligro para los seres humanos y es considerado inofensivo. 